# Воловик лікарський
Воловик лікарський (Anchusa officinalis L.) — дворічна рослина родини шорстколистих. Місцеві назви — вологід, краснокорень, медуниця польова тощо.

## Біоморфологічна характеристика

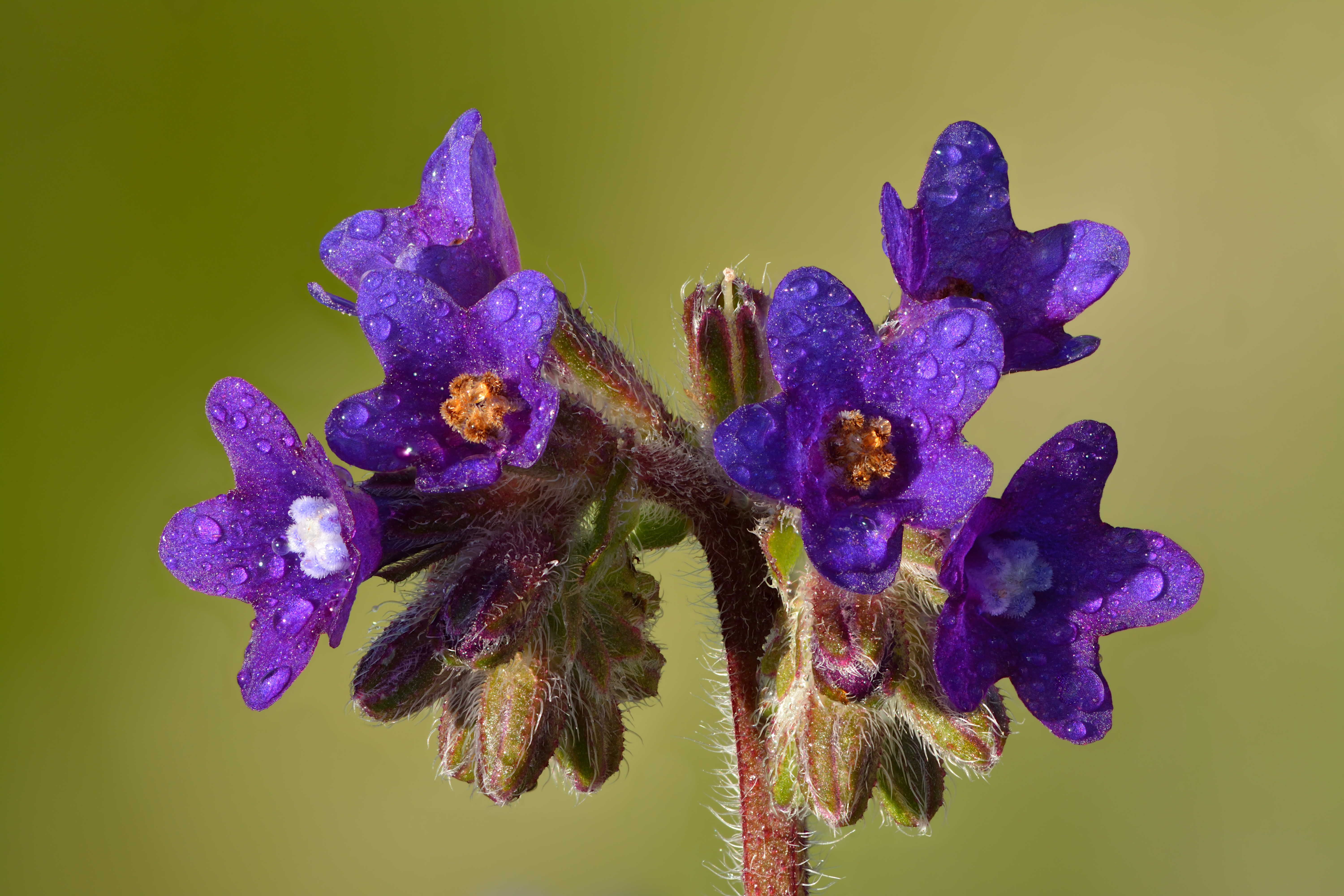

Має 30-100 см заввишки. Стебло пряме, просте або розгалужене. Листки великі, чергові, ланцетні, гострі, цілокраї, часом по краях волосисті; верхні — сидячі, нижні — до основи звужені в черешок. Квітки правильні на помітних квітконіжках з яйцеподібно-ланцетними приквітками, зібрані у довгі завійки. Оцвітина подвійна. Чашечка зрослолиста, дзвоникувата, до середини п'ятироздільна, з ланцетними гострими частками, при плодах розростається. Віночок зросло пелюстковий, п'ятичленний, лійчасто-колесоподібний, з тупими оксамитними білими лусками в зіві, спочатку фіолетовий, потім блакитний. Тичинок п'ять, їхні нитки короткі, не висуваються з трубочки віночка. Маточка одна, з верхньою чотирилопатевою зав'яззю, нитчастим стовпчиком і головчастою приймочкою. Плід — розпадний горішок. Горішки косі, яйцеподібні, сітчасто-зморшкуваті, горбочкуваті.
Воловик лікарський — це бур'ян лісосік, лісових розсадників і культур. Рослина світлолюбива. Цвіте у травні — червні.
Поширений на Поліссі, в Лісостепу, рідко в степу. Заготовляють його у районах поширення.

## Практичне використання
Медоносна, лікарська, отруйна, фарбувальна рослина.
Воловик лікарський вважається добрим весняно-літнім медоносом, що дає підтримувальний взяток. За виділенням нектару близький до синяка. Бджоли збирають з нього й пилок.
Рослина отруйна, містить алкалоїди циноглосин, холін, консолідин. Вони паралізуюче діють на нервову систему людини тварин. У коренях і стеблі міститься алантоїн, який застосовують у медицині при повільному загоюванні ран і виразок, септичних інфекціях, а у вигляді колоїдного розчину — при лікуванні виразки шлунка і дванадцятипалої кишки.
У народній медицині використовують корінь як засіб від кашлю, укусів скажених собак, при зубному болю.
Коренем воловика можна фарбувати шовк у попелясто-сірий, сіруватий, сіро-зелений, зелений і сіро-блакитний кольори. Корою кореня фарбують вовну в червоний колір різних відтінків; квітками можна фарбувати зубні еліксири, лаки, олії тощо в зелений колір.
Трава воловика груба, малопоживна, після поїдання її корови дають синювате, неприємного кольору молоко.
В сіні це малопоживна, груба домішка.